# 1478
1478 (MCDLXXVIII) a fost un an comun al calendarului iulian, care a început într-o zi de joi.

## Evenimente
- 16 aprilie: Complotul familiei Pazzi împotriva familiei de Medici, aṭâṭată de Papa Sixtus al IV-lea, eșuează. În Domul din Florența este ucis Giuliano de Medici, fratele lui Lorenzo Magnificul, care scapă de atentat.

### Nedatate
- Paul Chinezu (cneazul) devine comite al Timișoarei.

## Arte, științe, literatură și filozofie
- Leonardo da Vinci începe pictura Madona Benois.

## Nașteri
- 7 februarie: Thomas Morus, scriitor și filosof englez, cancelar al Angliei (d. 1535)
- 16 martie: Francisco Pizarro, conchistador spaniol (d. 1541)

## Decese
- dată necunoscută: Jean Fouquet pictor francez (n. 1420)
- 26 aprilie: Giuliano de' Medici (1453-1478) politician italian (n. 1453)
- 6 ianuarie: Uzun Hasan  (n. 1423)
- 23 august: Iolanda de Valois  (n. 1434)